# Olżew
Olżew, Olżewo (biał. Вольжава, Ольжава, Wolżawa, Olżawa; ros. Ольжево, Olżewo) – wieś na Białorusi, w obwodzie grodzieńskim, w rejonie lidzkim, w sielsowiecie Tarnowszczyzna, nad Dzitwą.
Współcześnie w skład miejscowości wchodzi także dawna osada młyńska Szczurek.

## Historia
W XIX i w początkach XX w. położony był w Rosji, w guberni wileńskiej, w powiecie lidzkim,  w gminie Tarnowszczyzna. Siedziba okręgu wiejskiego.
W dwudziestoleciu międzywojennym leżał w Polsce, w województwie nowogródzkim, w powiecie lidzkim, w gminie Tarnowo/Białohruda. W 1921 Olżew liczył 317 mieszkańców, zamieszkałych w 58 budynkach, w tym 246 Polaków i 71 Białorusinów. 250 mieszkańców było wyznania prawosławnego i 67 rzymskokatolickiego. Osada młyńska Szczurek liczyła zaś 33 mieszkańców, zamieszkałych w 5 budynkach, wyłącznie Polaków. 19 mieszkańców było wyznania prawosławnego i 14 rzymskokatolickiego.
Po II wojnie światowej w granicach Związku Sowieckiego. Od 1991 w niepodległej Białorusi.